# Суда атомного технологического обслуживания
Суда атомного технологического обслуживания (АТО) — класс специализированных кораблей и плавсредств для обеспечения радиационной и ядерной безопасности в процессе эксплуатации и утилизации надводных и подводных кораблей с ядерными энергетическими установками (ЯЭУ).
Эксплуатация кораблей с ЯЭУ включает в себя необходимость в достаточной мере безопасного изъятия, транспортировки и дальнейшей утилизации различных радиационных материалов: отработанного ядерного топлива (ОЯТ), твёрдых (ТРО) и жидких (ЖРО) радиационных отходов.
Для решения различных задач, связанных с обеспечением эксплуатации кораблей с ЯЭУ, кроме наземных (береговых) комплексов, также используются суда АТО, которые подразделяются на следующие подклассы:
- Плавучие технические базы (ПТБ) — предназначены для выполнения работ по выгрузке, хранению и передаче отработанного и свежего ядерного топлива, а также всех видов радиоактивных отходов (ОЯТ, ТРО, ЖРО).
- Технические танкеры  морское и(или) речное грузовое судно, — предназначены для приёма, хранения,  перевозки наливных грузов,  их переработки  временными установками, размещаемыми на палубе, выдачи  или захоронении в море жидких радиоактивных отходов.
- Технические транспорты — предназначены для приёма, хранения, переработки и выдачи жидких и твёрдых радиоактивных отходов.
- Плавучие ёмкости (ПЕ) — предназначены для транспортировки малых объёмов ЖРО.
- Плавучие контрольно-дозиметрические станции — предназначены для мониторинга и контроля радиационной обстановки, а также транспортировки ТРО и ЖРО.

Так как большинство кораблей с ЯЭУ являются боевыми, суда АТО обычно входят в состав ВМС.

## Суда АТО ВМФ РФ
| Название | Проект    | Назначение судна                                 | Полное водоизмещение (в тоннах) | Длина (в метрах) | Флот          |
| -------- | --------- | ------------------------------------------------ | ------------------------------- | ---------------- | ------------- |
| ПМ-74    | пр. 2020  | Плавучая техническая база                        | 13100                           | 138,5            | Тихоокеанский |
| ПМ-63    | пр. 2020  | Плавучая техническая база                        | 13100                           | 138,5            | Северный      |
| ПМ-12    | пр. 2020  | Плавучая техническая база                        | 13100                           | 138,5            | Северный      |
| Пинега   | пр. 11510 | Технический транспорт                            | 8400                            | 123,3            | Тихоокеанский |
| Амур     | пр. 11510 | Технический транспорт                            | 8400                            | 123,3            | Северный      |
| ПКДС-14  | пр. 1797С | Плавучая контрольно-дозиметрическая станция      | 2600                            | 96               | Северный      |
| ПКДС-60  | пр. 1797С | Плавучая контрольно-дозиметрическая станция      | 2600                            | 96               | Тихоокеанский |
| ТНТ-12   | пр. 1783А | Технический танкер                               | 2300                            | 74               | Северный      |
| ПЕ-171   |           | Плавучая ёмкость для жидких радиационных отходов | 133                             | 25,4             | Тихоокеанский |